# Tour de França de 1931
El Tour de França de 1931 fou la vint-i-cinquena edició del Tour de França i es disputà entre el 30 de juny i el 26 de juliol de 1931, sobre un recorregut de 5.091 km, distribuïts en 24 etapes. La cursa fou guanyada pel francès Antonin Magne, a una velocitat mitjana de 28,735 km/h, amb gairebé tretze minuts sobre el segon classificat, el belga Jef Demuysere.
Els esprintadors Charles Pélissier i Rafaele di Paco guanyaren cinc etapes cadascun. Els ciclistes foren separats en equips nacionals i touriste-routiers, els quals s'agruparen en equips regionals. En algunes etapes (2, 3, 4, 6, 7 i 12), els equips nacionals prenen la sortida 10 minuts abans que els touriste-routiers.
Un d'aquests touriste-routiers era Max Bulla. En la segona etapa, en què els touriste-routiers van començar l'etapa 10 minuts més tard que els equips nacionals, Bulla va superar als equips nacionals, guanyant l'etapa i agafant el liderat, sent l'única vegada en la història que un touriste-routier ha liderat el Tour de França.

## Canvis respecte a l'edició anterior
El 1931 els touriste-routiers inicien l'etapa 10 minuts més tard que els equips nacionals en algunes etapes (2, 3, 4, 6 i 12), tot i que en algunes etapes la sortida es va fer a l'inrevés, primer els touriste-routiers i després els equips nacionals. Els dies de descans es redueixen a tres, Luishon, Perpinyà i Niça.
Es recuperen les bonificacions pel vencedor d'etapa, que s'havien deixat d'emprar el 1924, amb tres minuts pel vencedor de l'etapa si acabava amb més de tres minuts per davant del segon classificat de l'etapa.

## Participants
Per segon any la cursa es va córrer en equips nacionals. Fins a sis equips van prendre la sortida. Bèlgica, Itàlia, Alemanya i França van formar equips amb vuit ciclistes cadascun. Austràlia i Suïssa amb un equip combinat amb quatre ciclistes cadascun, mentre el darrer equip, Espanya, sols disposava d'un únic ciclista, Francisco Cepeda. Es limita la presència dels touriste-routiers a 40 unitats, els quals, a més, són repartits entre equips regionals. En total són 81 el nombre de ciclistes que prenen la sortida.
L'equip francès era el favorit després del domini que havia exercit en l'edició de 1930. El principal rival era previst que fos l'equip belga, seguit per l'equip italià.

## Recorregut
Recorregut molt similar al d'anys precedents, però que en aquesta ocasió torna a superar els 5.000 km de llargada, després que en l'edició anterior no s'hi hagués arribat per primera vegada des de 1910. El motiu es deu a l'increment de tres etapes respecte al 1930. Colmar, Aix les Bains i Gap acullen una etapa per primera vegada en la història del Tour.
Les principals dificultats muntanyoses a superar seran l'Aubisca i el Tourmalet als Pirineus i el coll d'Allos, el Galibier i l'Aravis, als Alps. Les etapes alpines se suavitzen respecte edicions passades, escurçant-les en el quilometratge i situant una única dificultat muntanyosa per etapa.

## Desenvolupament de la cursa
En les primeres etapes planes els esprintadors dominen la cursa. El primer líder fou Alfred Haemerlinck, vencedor a Caen. En la segona etapa, l'austríac Max Bulla guanya l'etapa. Ell era un touriste-routier i va començar l'etapa deu minuts després que els ciclistes pertanyents a equips nacionals. Amb aquesta victòria es convertí en el primer, i únic, touriste-routier en liderar el Tour de França, i únic austríac en liderar la cursa. Bulla també fou l'únic austríac en guanyar una etapa del Tour de França fins al 2005, quan Georg Totschnig guanyà la 14a etapa.
Després de la cinquena etapa Charles Pélissier i Rafaele di Paco comparteixen el liderat gràcies a les bonificacions.
Després de la setena etapa la cursa quedà oberta: els primers 30 ciclistes es trobaven separats per tan sols 10 minuts.
El vigent campió, André Leducq, no estava en bona forma. El seu company d'equip, Antonin Magne, va assumir el paper de líder dins l'equip francès. En la primera etapa de muntanya el belga Jef Demuysere s'escapà, amb Antonin Magne intentant seguir-o, fins que un defalliment de Demuysere va fer que Magne el superés. Magne no havia vist Demuysere, i encara es pensava que el tenia per davant. Magne continuà a fort ritme, arribant a meta amb quatre minuts sobre Antonio Pesenti. En la següent etapa, amb final a Perpinyà, no es produïren canvis significatius en la classificació general, sent Pesenti en segon en la general.
En la catorzena etapa Pesenti s'escapà amb dos companys d'equip. L'equip francès va intentar neutralitzar-los, però no ho van aconseguir, tot i la col·laboració del mateix Magne. En acabar l'etapa la diferència entre Pesenti i Magne s'havia reduït en quatre minuts i mig, quedant en poc més de cinc minuts. En la quinzena etapa els italians ho van intentar de nou, però foren neutralitzats per l'esforç de Charles Pélissier. Jef Demuysere es va aprofitar de la situació per guanyar l'etapa amb un marge de dos minuts sobre Magne.
Abans de la penúltima etapa, Magne seguia liderant la cursa, seguit de prop per Pesenti. Magne no les tenia totes a l'hora de guanyar la cursa, ja que aquesta etapa es disputava sobre llambordes, en què els belgues es trobaven més còmodes. La nit abans de l'etapa, Magne no podia dormir, i el seu company d'habitació Leducq li suggerí que podia llegir algunes cartes d'admiradors. Magne creia que això li portaria mala sort, però una carta de grans dimensions el va encuriosir. Magne la va obrir i va llegir una carta d'un fan que afirmava que el ciclista belga Gaston Rebry, que havia guanyat la París-Roubaix de 1931 sobre les mateixes llambordes, havia escrit a la seva mare dient-li que estava planejant atacar en la penúltima etapa, juntament amb Jef Demuysere. Leducq va pensar que la carta era una broma, però Magne la va tenir ben present i va demanar als seus companys que controlessin a Rebry i Demuysere en tot moment. Després de 60 km Rebry i Demuysere van atacar, amb Magne al seu darrere. Els belgues van intentar deixar enrere Magne en diverses ocasions, però sense sort. Finalment acabaren l'etapa amb més de disset minuts per davant de Pesenti, cosa que permetia a Magne assegurar-se la victòria final i que Demuysere passés a la segona posició en la classificació general.

## Resultats
En les etapes 2, 3, 4, 6, 7 i 12 els equips nacionals van prendre la sortida 10 minuts abans que els touriste-routiers. En totes les altres etapes la sortida fou conjunta. El ciclista que arribava a la meta en el menor temps era proclamat el vencedor d'etapa. Els diferents temps de cada etapa eren sumats per aconseguir la classificació general, guanyada pel ciclista amb menor temps acumulat. Si un ciclista havia rebut alguna bonificació de temps es restava del total, de la mateixa manera que les penalitzacions de temps s'afegien al total. El líder de la cursa era identificat pel mallot groc.
La classificació per equips era calculada a partir de la suma dels tres millors ciclistes en la classificació general, sent el millor classificat l'equip amb menor temps.

### Etapes
Cinc etapes foren guanyades per touriste-routiers: la 2, 4, 7, 12 i 17, el nombre més gran d'etapes mai guanyat per touriste-routiers al Tour.

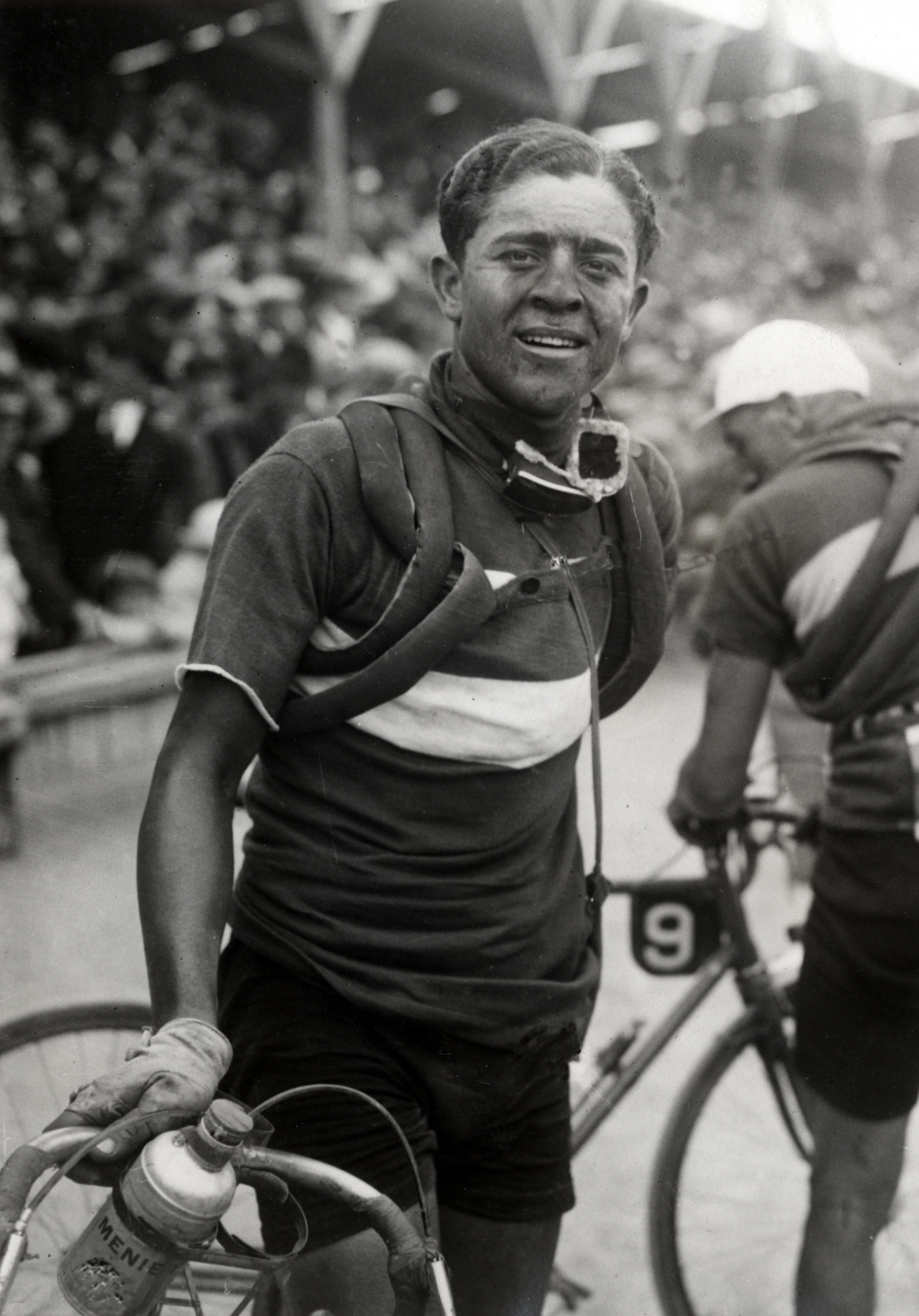
Fabio Battesini, el vencedor de la tercera etapa.

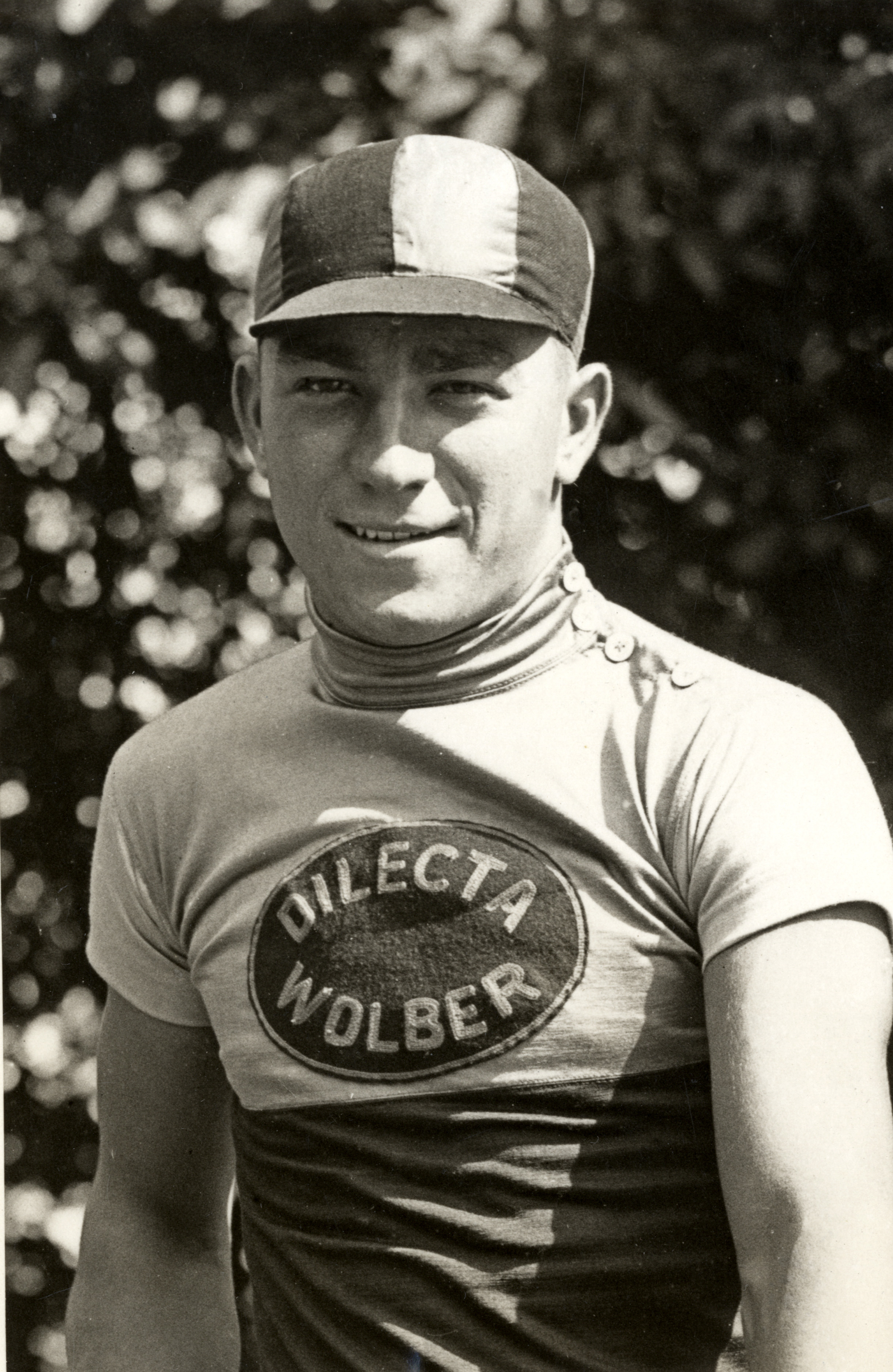
Jean Maréchal, membre de l'equip francès que aconseguí la segona posició en la classificació general per equips.

| Etapa | Data         | Recorregut                    | Km  | Vencedor d'etapa         | Líder de la general                             |
| ----- | ------------ | ----------------------------- | --- | ------------------------ | ----------------------------------------------- |
| 1     | 30 de juny   | París – Caen                  | 208 | Alfred Haemerlinck (BEL) | Alfred Haemerlinck (BEL)                        |
| 2     | 1 de juliol  | Caen – Dinan                  | 212 | Max Bulla (AUT)          | Max Bulla (AUT)                                 |
| 3     | 2 de juliol  | Dinan – Brest                 | 206 | Fabio Battesini (ITA)    | Léon Le Calvez (FRA)                            |
| 4     | 3 de juliol  | Brest – Gwened                | 211 | André Godinat (FRA)      | Rafaele di Paco (ITA)                           |
| 5     | 4 de juliol  | Gwened – Les Sables d'Olonne  | 202 | Charles Pélissier (FRA)  | Charles Pélissier (FRA) · Rafaele di Paco (ITA) |
| 6     | 5 de juliol  | Les Sables d'Olonne – Bordeus | 338 | Alfred Haemerlinck (BEL) | Rafaele di Paco (ITA)                           |
| 7     | 6 de juliol  | Bordeus – Baiona              | 180 | Gérard Loncke (BEL)      | Rafaele di Paco (ITA)                           |
| 8     | 7 de juliol  | Baiona – Pau                  | 106 | Charles Pélissier (FRA)  | Charles Pélissier (FRA)                         |
| 9     | 8 de juliol  | Pau – Luishon                 | 231 | Antonin Magne (FRA)      | Antonin Magne (FRA)                             |
| 10    | 10 de juliol | Luishon – Perpinyà            | 322 | Rafaele di Paco (ITA)    | Antonin Magne (FRA)                             |
| 11    | 12 de juliol | Perpinyà – Montpeller         | 164 | Rafaele di Paco (ITA)    | Antonin Magne (FRA)                             |
| 12    | 13 de juliol | Montpeller – Marsella         | 207 | Max Bulla (AUT)          | Antonin Magne (FRA)                             |
| 13    | 14 de juliol | Marsella – Canes              | 181 | Charles Pélissier (FRA)  | Antonin Magne (FRA)                             |
| 14    | 15 de juliol | Canes – Niça                  | 132 | Eugenio Gestri (ITA)     | Antonin Magne (FRA)                             |
| 15    | 17 de juliol | Niça – Gap                    | 233 | Jef Demuysere (BEL)      | Antonin Magne (FRA)                             |
| 16    | 18 de juliol | Gap – Grenoble                | 102 | Charles Pélissier (FRA)  | Antonin Magne (FRA)                             |
| 17    | 19 de juliol | Grenoble – Aix-les-Bains      | 230 | Max Bulla (AUT)          | Antonin Magne (FRA)                             |
| 18    | 20 de juliol | Aix-les-Bains – Evian         | 204 | Jef Demuysere (BEL)      | Antonin Magne (FRA)                             |
| 19    | 21 de juliol | Evian – Belfort               | 282 | Rafaele di Paco (ITA)    | Antonin Magne (FRA)                             |
| 20    | 22 de juliol | Belfort – Colmar              | 209 | André Leducq (FRA)       | Antonin Magne (FRA)                             |
| 21    | 23 de juliol | Colmar – Metz                 | 192 | Rafaele di Paco (ITA)    | Antonin Magne (FRA)                             |
| 22    | 24 de juliol | Metz – Charleville            | 159 | Raffaele di Paco (ITA)   | Antonin Magne (FRA)                             |
| 23    | 25 de juliol | Charleville – Malo-les-Bains  | 271 | Gaston Rebry (BEL)       | Antonin Magne (FRA)                             |
| 24    | 26 de juliol | Malo-les-Bains – París        | 313 | Charles Pélissier (FRA)  | Antonin Magne (FRA)                             |

Notes
1. ↑  Després de la 5a etapa Pélissier i Di Paco tenien el mateix temps en la classificació general. En no haver-hi cap norma per desfer l'empat ambdós reberen el mallot groc.

### Classificació General

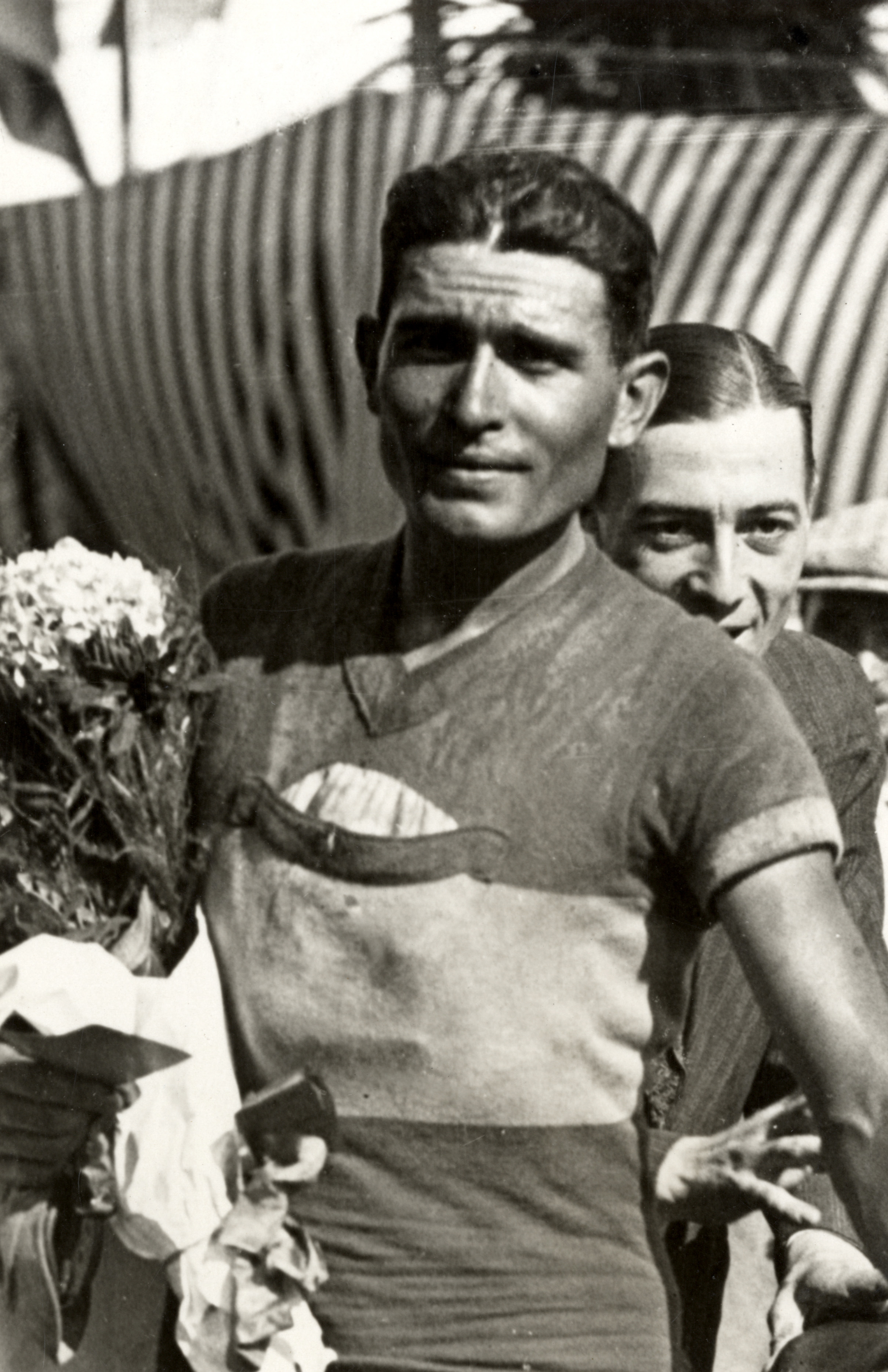
Louis Peglion, setè en la classificació general.

| Classificació General | Classificació General  | Classificació General | Classificació General | Classificació General |
| Pos.                  | Ciclista               | Equip                 | Temps                 |                       |
| --------------------- | ---------------------- | --------------------- | --------------------- | --------------------- |
| 1                     | Antonin Magne (FRA)    | França                | 177h 10' 03"          |                       |
| 2                     | Jef Demuysere (BEL)    | Bèlgica               | + 12' 56"             |                       |
| 3                     | Antonio Pesenti(ITA)   | Itàlia                | + 22' 51"             |                       |
| 4                     | Gaston Rebry (BEL)     | Bèlgica               | + 46' 40"             |                       |
| 5                     | Maurice De Waele (BEL) | Bèlgica               | + 49' 46"             |                       |
| 6                     | Julien Vervaecke (BEL) | Bèlgica               | + 1h 10' 11"          |                       |
| 7                     | Louis Peglion (FRA)    | França                | + 1h 18' 33"          |                       |
| 8                     | Erich Metze (GER)      | Alemanya              | + 1h 20' 59"          |                       |
| 9                     | Albert Büchi (SUI)     | Austràlia/Suïssa      | + 1h 29' 29"          |                       |
| 10                    | André Leducq (FRA)     | França                | +1h 30' 08"           |                       |

### Classificació per equips
| Pos. | Equip              | Temps        |
| ---- | ------------------ | ------------ |
| 1    | Bèlgica            | 533h 19' 31" |
| 2    | França             | + 57' 19"    |
| 3    | Alemanya           | + 3h 11' 38" |
| 4    | Austràlia / Suïssa | + 3h 53' 54" |
| 5    | Itàlia             | + 4h 00' 06" |

### Altres classificacions
El diari organitzador de la cursa, L'Auto anomenà Jef Demuysere el meilleur grimpeur, el millor escalador. Aquest títol no oficial és el predecessor de la classificació de la muntanya.